# -Side Ariadust- Pieces
-Side Ariadust- Pieces es el sencillo en CD #3 de AiRI lanzado el 9 de noviembre de 2011; Miyazaki Kyoichi fue el compositor, mientras que AiRI realizó la letra y la música. La pista del título fue utilizada como el tema de cierre de la serie anime Kyōkai Senjō no Horizon. El sencillo alcanzó la posición #34 en el top semanal de Oricon, manteniéndose durante 5 semanas.

## Lista de pistas
| N.º | Título                     | Duración | Letra | Compositor       | Arreglos         | Nota/s                                                |
| --- | -------------------------- | -------- | ----- | ---------------- | ---------------- | ----------------------------------------------------- |
| 1   | Pieces                     | 3:38     | AiRI  | Miyazaki Kyoichi | Miyazaki Kyoichi | tema de cierre para el anime Kyōkai Senjō no Horizon. |
| 2   | Rock'n Life                | 2:58     | AiRI  | Kurosu Katsuhiko | Kurosu Katsuhiko |                                                       |
| 3   | Pieces (Instrumental)      | 5:02     |       |                  |                  |                                                       |
| 4   | Rock'n Life (Instrumental) |          |       |                  |                  |                                                       |

## Medios

### CD
| N.º | Título                 | Lanzamiento             | Álbum  | Nota/s                                    |
| --- | ---------------------- | ----------------------- | ------ | ----------------------------------------- |
| 1   | -Side Ariadust- Pieces | 21 de noviembre de 2011 | Puzzle | primer álbum de estudio de la cantautora. |